# Bernard Pollard
Bernard Karmell Pollard (Fort Wayne, 23 dicembre 1984) è un giocatore di football americano statunitense che gioca nel ruolo di strong safety per i Tennessee Titans della National Football League (NFL). Fu scelto nel corso del secondo giro (54º assoluto) del Draft NFL 2006 dai Kansas City Chiefs. Al college ha giocato a football all’Università Purdue.

## Carriera professionistica

### Kansas City Chiefs
Pollard fu scelto nel secondo giro del Draft 2006 dai Kansas City Chiefs. Nella sua stagione da rookie giocò soprattutto negli special team, terminando con soli 10 tackle. Pollard divenne titolare nella stagione 2007 bloccando ben tre punt, classificandosi secondo nella storia della franchigia dei Chiefs dietro il membro della Hall of Fame della squadra Albert Lewis (nel periodo 1983–1993) che ne fece registrare 10. Pollard fu il leader di Kansas City con 98 tackle nel 2008 (84 solitari), oltre un intercetto, 4 passaggi deviati, 2 fumble forzati e 3 fumble recuperati.
Il 5 settembre 2009 i Chiefs svincolarono Pollard.

### Houston Texans
Pollard firmò con gli Houston Texans il 24 settembre 2009. Nel suo primo anno a Houston mise a referto l'allora primato in carriera di 102 tackle (81 solitari), 1,5 sack, 4 intercetti e segnò due touchdown difensivi. L'anno salì a 111 tackle e forzò quattro fumble.

### Baltimore Ravens
Il 3 agosto 2011, Pollard firmò un contratto biennale coi Baltimore Ravens. Con la difesa dei Ravens nel 2011 fece registrare 75 tackle, 2 sack, 3 fumble forzati e un intercetto. L'8 maggio 2012 i Ravens fecero firmare a Pollard un'estensione contrattuale di tre anni. La sua stagione regolare 2012 terminò con 98 tackle, 2 sack, 1 intercetto e 6 passaggi deviati. Nei playoff i Ravens eliminarono nell'ordine Indianapolis Colts, Denver Broncos e New England Patriots, qualificandosi per il Super Bowl XLVII contro i San Francisco 49ers. Il 3 febbraio 2013,  partì come titolare nel Super Bowl contribuendo con 2 tackle alla vittoria dei Ravens per 34-31, laureandosi per la prima volta campione NFL. A fine anno fu classificato al numero 87 nella classifica dei migliori cento giocatori della stagione.
Il 13 marzo 2013, Pollard fu svincolato dai Ravens.

### Tennessee Titans
Il 21 marzo 2013, Pollard firmò un contratto con i Tennessee Titans. Il primo intercetto con la nuova maglia lo mise a segno nella settimana 2 contro i Texans. La sua annata si concluse con 99 tackle e 3 intercetti.
Il 3 marzo 2014, Pollard firmò un rinnovo contrattuale biennale con i Titans del valore di 6,4 milioni di dollari.

## Palmarès

### Franchigia
- Super Bowl : 1

Baltimore Ravens: Super Bowl XLVII
- American Football Conference Championship: 1

Baltimore Ravens: 2012

### Individuale
- PFWA All-Rookie Team - 2006

## Statistiche
| Partite totali      | 121 |
| Partite da titolare | 101 |
| Tackle              | 683 |
| Sack                | 9,5 |
| Intercetti          | 12  |
| Touchdown           | 1   |
| Fumble forzati      | 13  |

Statistiche aggiornate alla stagione 2013